# Michael Brown (piłkarz)
Michael Robert Brown (ur. 25 stycznia 1977 w Hartlepool) – angielski piłkarz występujący na pozycji pomocnika w Port Vale.

## Sukcesy
- Piłkarz Roku Sheffield United: 2002